# TER Rhône-Alpes
A TER Rhône-Alpes egy regionális vasúthálózat Franciaországban, a Rhône-Alpes régióban.

## TER hálózat

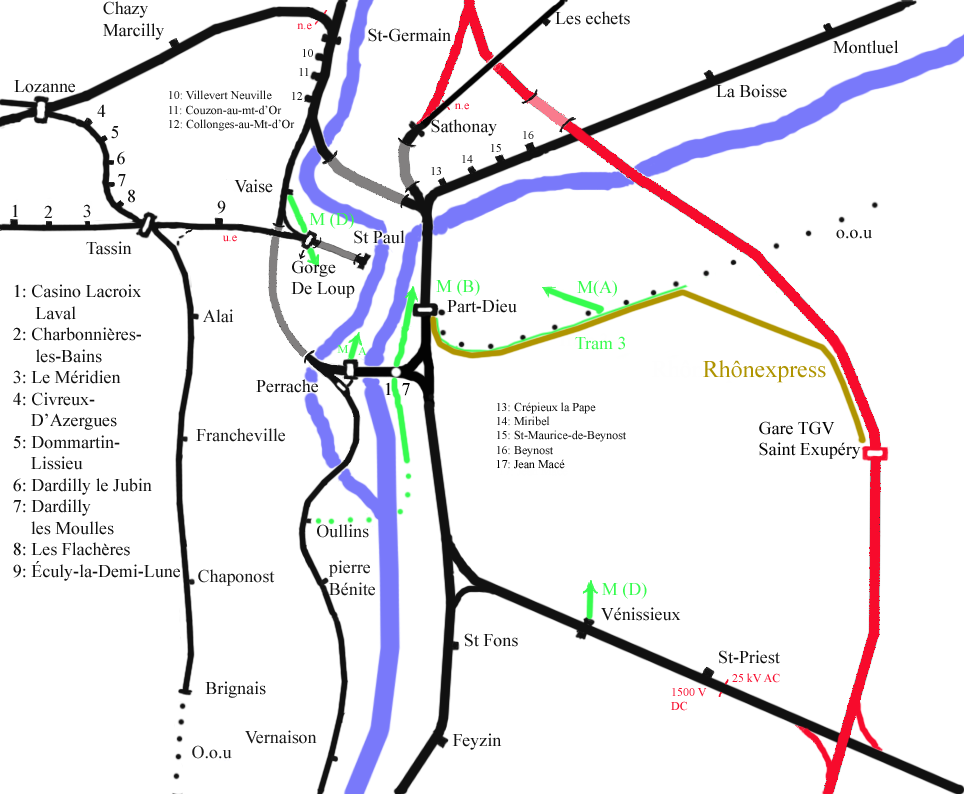
Vasútvonalak Lyon körül

### Vasút
| Járat                                   | Útvonal | Gyakoriság | Megjegyzések |
| --------------------------------------- | --- | ---------- | ------------ |
| 1                                       | Lyon-Perrache/Part-Dieu ... Bourgoin-Jallieu ... Saint-André-le-Gaz ... Voiron - Grenoble |            |              |
| 2                                       | Genève-Cornavin ... Bellegarde ... Aix-les-Bains-Le Revard ... Chambéry-Challes-les-Eaux ... Grenoble ... Valence fővonal Annecy ... Aix-les-Bains-Le Revard                                                              |            |              |
| 3                                       | Lyon-Part-Dieu ... Ambérieu ... Bellegarde ... Annemasse ... La Roche-sur-Foron ... Saint-Gervais-les-Bains-Le Fayet fővonal Bellegarde - Genève-Cornavin fővonal Annemasse ... Évian-les-Bains                           |            |              |
| 4                                       | Lyon-Part-Dieu - Ambérieu - Aix-les-Bains-Le Revard - Rumilly - Annecy |            |              |
| 5                                       | Lyon-Part-Dieu ... Vienne ... Valence ... Montélimar ... Avignon (lásd TER Provence-Alpes-Côte-d'Azur line 10 for connection Lyon - Avignon - Marseille)                                                                  |            |              |
| 10                                      | Le Puy-en-Velay ... Bas-Monistrol ... Firminy ... Saint-Étienne ... Givors ... Lyon-Perrache |            |              |
| 11                                      | Clermont-Ferrand ... Thiers ... Noirétable ... Montbrison ... Saint-Étienne |            |              |
| 12                                      | Roanne ... Feurs ... Saint-Étienne |            |              |
| 20                                      | Nevers ... Moulins-sur-Allier ... Paray-le-Monial ... Lozanne ... Lyon-Perrache (lásd TER Bourgogne line 7 for details) fővonal Lozanne ... Tassin ... Lyon-Saint-Paul                                                    |            |              |
| 21                                      | Brignais ... Tassin ... Lyon-Saint-Paul |            |              |
| 22                                      | Sain-Bel - L'Arbresle ... Tassin ... Lyon-Saint-Paul |            |              |
| 23                                      | Lyon-Perrache ... Givors-Ville |            |              |
| 24                                      | Clermont-Ferrand - Riom-Châtel-Guyon - Vichy - Roanne - Tarare - Lyon-Part-Dieu - Lyon-Perrache |            |              |
| 26                                      | Mâcon-Ville ... Villefranche-sur-Saône ... Saint-Germain-au-Mont-d’Or ... Lyon-Perrache/Part-Dieu |            |              |
| 30                                      | Mâcon-Ville ... Bourg-en-Bresse ... Ambérieu |            |              |
| 31                                      | Bourg-en-Bresse ... Brion-Montréal-la-Cluse ... Oyonnax ... Saint-Claude |            |              |
| 32                                      | Bourg-en-Bresse ... Villars-les-Dombes ... Lyon-Part-Dieu - Lyon-Perrache |            |              |
| 34                                      | Bellegarde ... Genève-Cornavin |            |              |
| 35                                      | Lyon-Perrache - Lyon-Part-Dieu ... Ambérieu ... Aix-les-Bains-Le Revard ... Chambéry-Challes-les-Eaux |            |              |
| 40                                      | Bellegarde ... Annemasse ... La Roche-sur-Foron ... Évian-les-Bains fővonal Genève-Eaux-Vives ... Annemasse |            |              |
| 41                                      | Genève-Eaux-Vives ... Annemasse ... La Roche-sur-Foron ... Annecy |            |              |
| 42                                      | Genève-Eaux-Vives ... Annemasse ... La Roche-sur-Foron ... Saint-Gervais-les-Bains-Le Fayet |            |              |
| 43                                      | Annecy ... La Roche-sur-Foron ... Saint-Gervais-les-Bains-Le Fayet |            |              |
| 50                                      | Annecy ... Aix-les-Bains-Le Revard ... Chambéry-Challes-les-Eaux |            |              |
| 51                                      | Genève-Cornavin - Bellegarde ... Aix-les-Bains-Le Revard ... Chambéry-Challes-les-Eaux |            |              |
| 52                                      | Chambéry-Challes-les-Eaux - Montmélian - Saint-Pierre-d’Albigny - Grésy-sur-Isère† - Frontenex† - Albertville - Notre-Dame-de-Briançon - Moûtiers-Salins-Brides-les-Bains - Aime-La Plagne - Landry - Bourg-Saint-Maurice |            |              |
| 53                                      | Chambéry-Challes-les-Eaux ... Saint-Pierre-d’Albigny ... Saint-Jean-de-Maurienne ... Modane |            |              |
| 54                                      | Lyon-Perrache/Part-Dieu ... Bourgoin-Jallieu ... Saint-André-le-Gaz ... Chambéry-Challes-les-Eaux |            |              |
| 60                                      | Chambéry-Challes-les-Eaux ... Grenoble |            |              |
| 61                                      | Grenoble-Universités-Gières ... Grenoble ... Saint-Marcellin ... Valence |            |              |
| 62                                      | Saint-André-le-Gaz ... Voiron ... Grenoble |            |              |
| 63                                      | Grenoble ... Veynes-Dévoluy ... Gap |            |              |
| 64                                      | Valence ... Die ... Veynes-Dévoluy ... Gap ... Briançon |            |              |
| 70                                      | Romans-Bourg-de-Péage - Valence TGV - Valence |            |              |
| 82                                      | Saint-Gervais-les-Bains-Le Fayet ... Chamonix-Mont-Blanc ... Vallorcine |            |              |
| † Nem minden vonat áll meg az állomáson | |            |              |

### Közút
- Villefranche-sur-Saône - Mâcon TGV
- Saint-Claude - Oyonnax - Bellegarde-sur-Valserine
- Bellegarde-sur-Valserine - Divonne-les-Bains
- Aubenas - Privas - Valence - Valence TGV
- Vallon-Pont-d'Arc / Les Vans - Aubenas - Montélimar - Gare de Valence TGV
- Annonay - Vienne - Lyon

## Állomások listája
Ez a lista az állomásokat sorolja fel ábécé sorrendben.

## Képgaléria

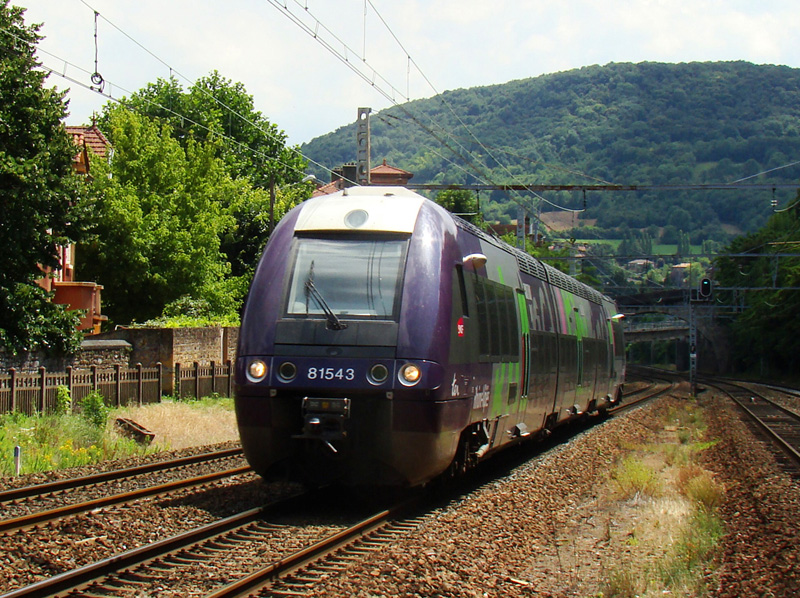
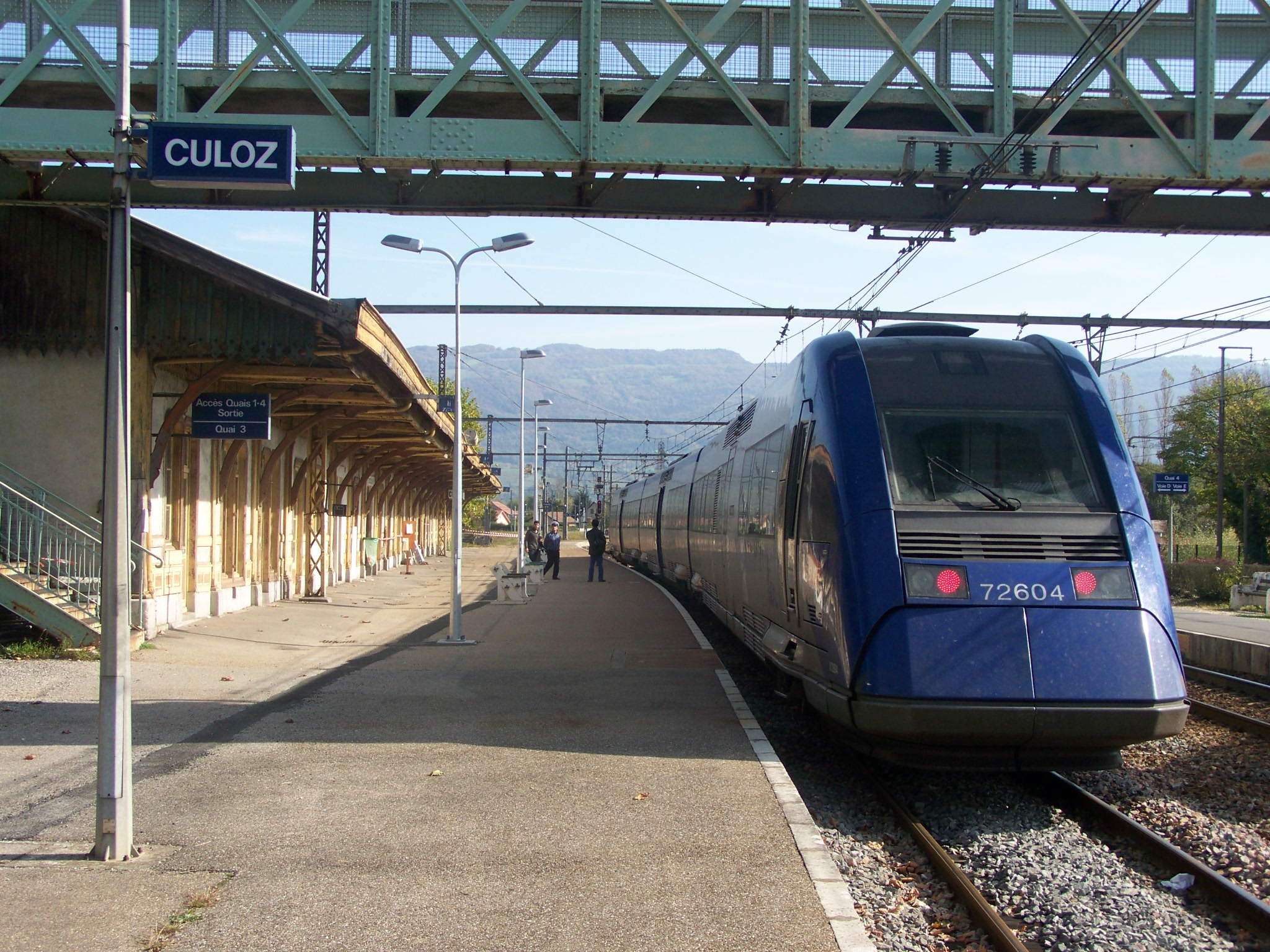
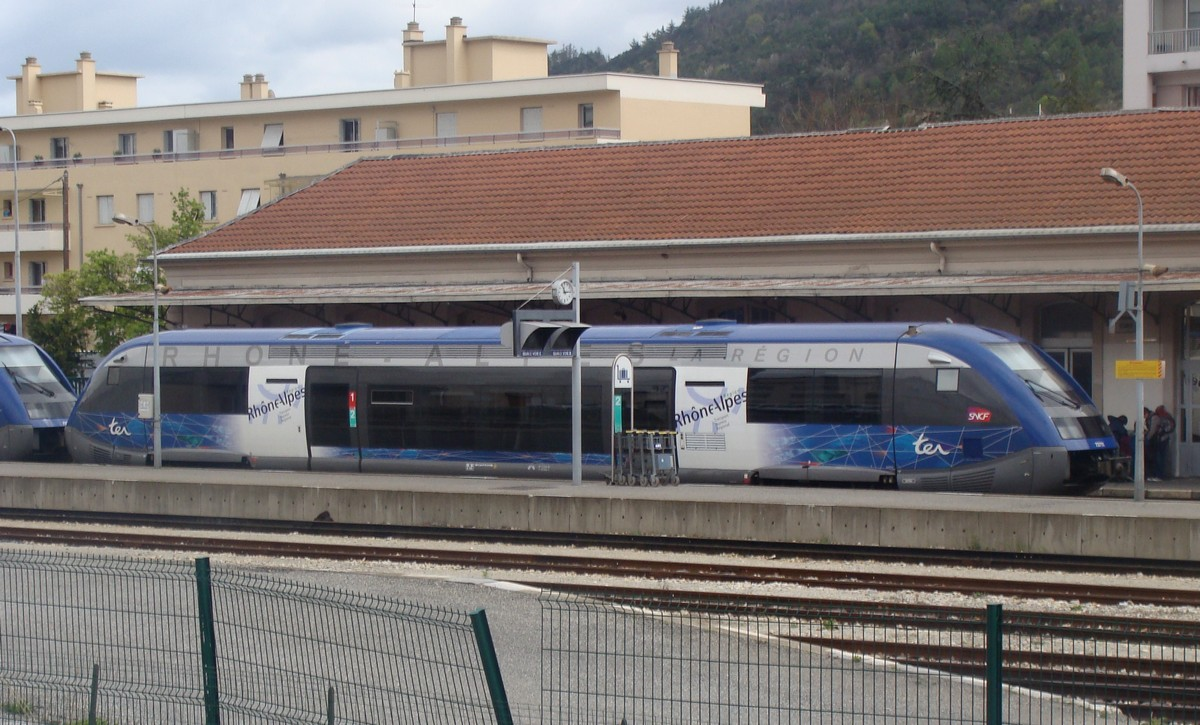
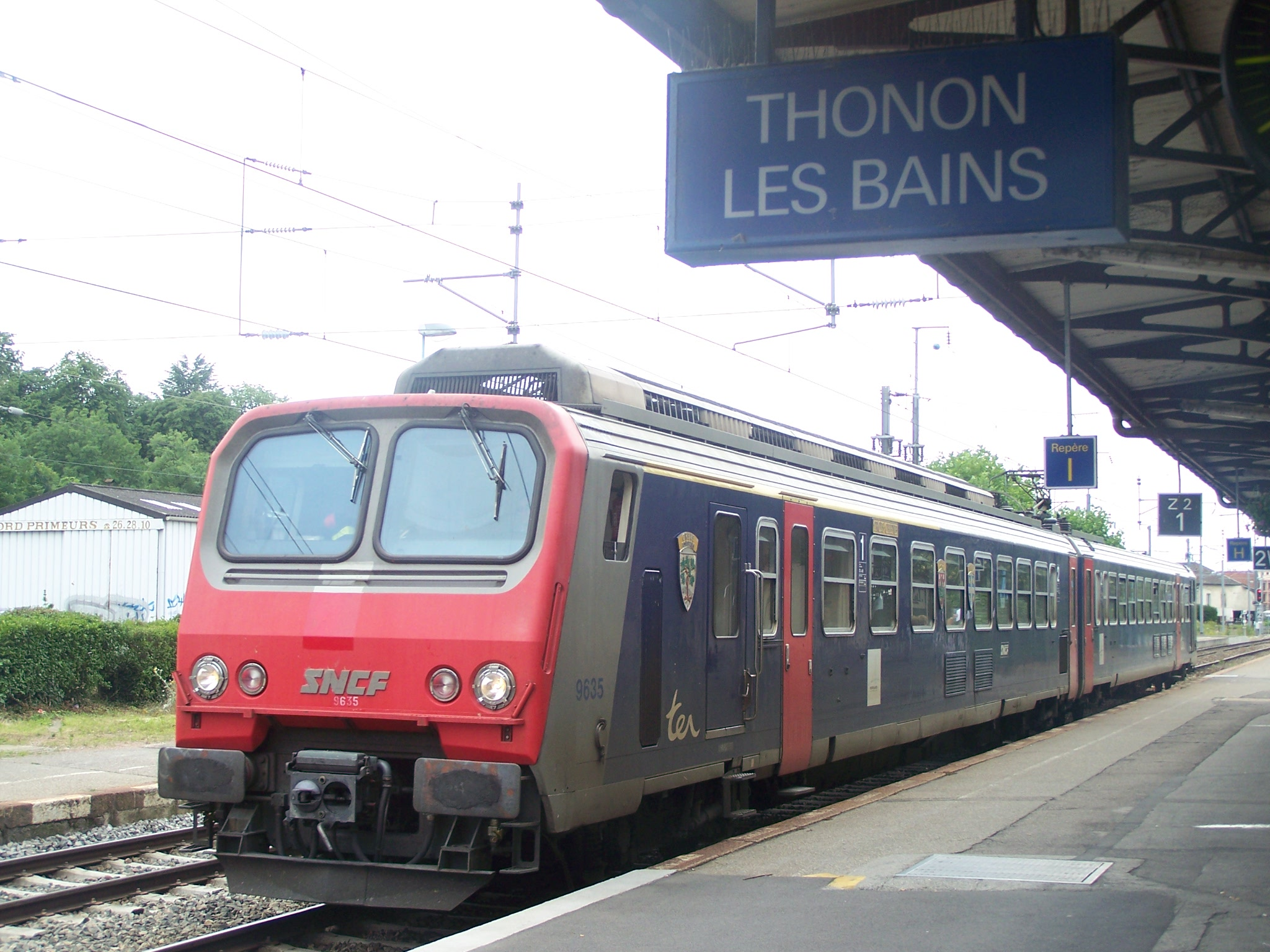
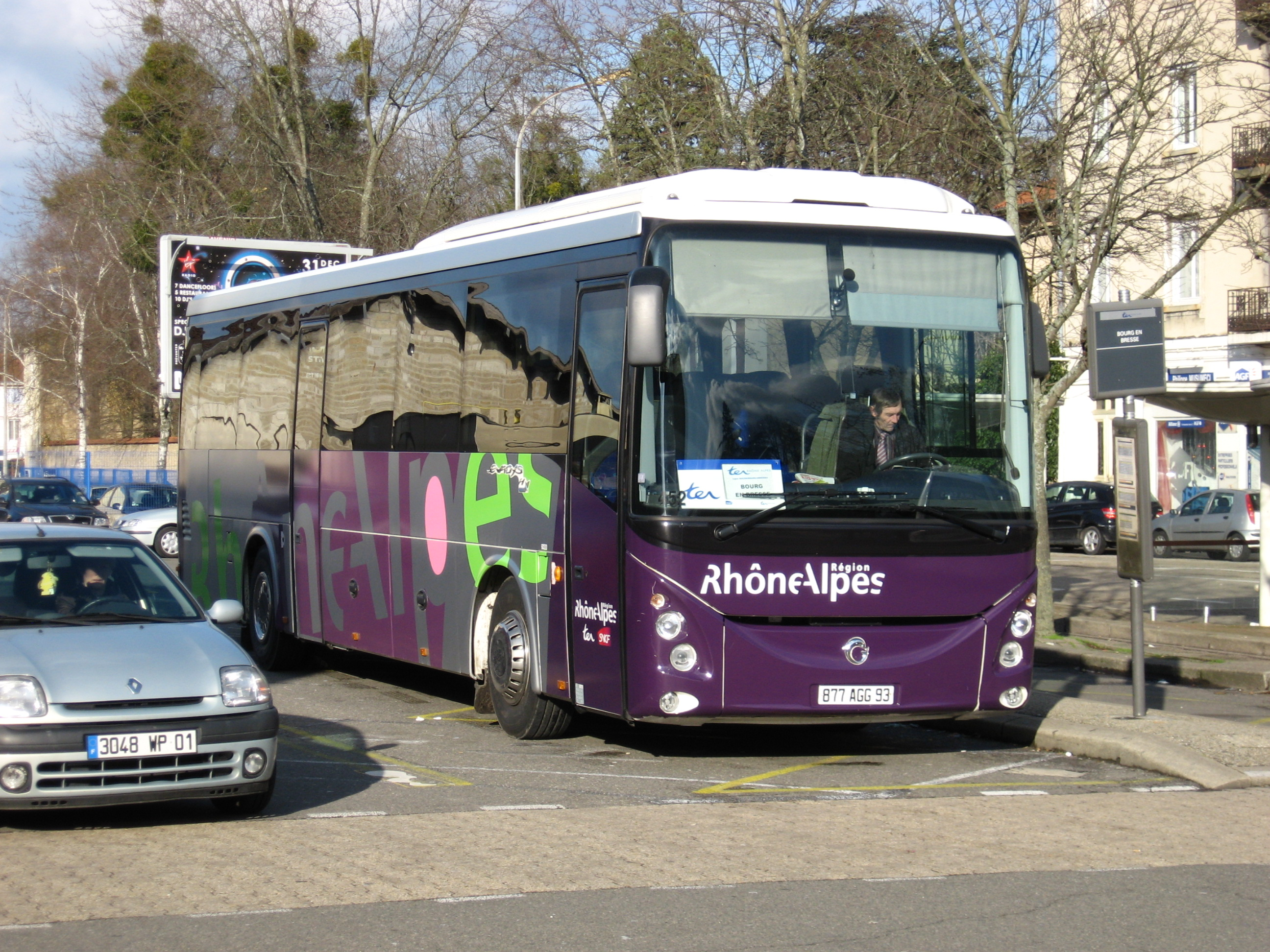

## Járművek

### Motorvonatok
- SNCF Z 600 sorozat
- SNCF Z 800 sorozat
- SNCF Z 850 sorozat
- SNCF Z 7100 sorozat
- SNCF Z 7500 sorozat
- SNCF Z 9500 sorozat
- SNCF Z 9600 sorozat
- SNCF Z 20500 sorozat
- SNCF Z 23500 sorozat
- SNCF Z 24500 sorozat
- SNCF Z 27500 sorozat
- SNCF X 2800 sorozat
- SNCF X 4630 sorozat
- SNCF X 72500 sorozat
- SNCF X 73500 sorozat
- SNCF B 81500 sorozat

### Mozdonyok
- SNCF CC 6500 sorozat
- SNCF BB 7200 sorozat
- SNCF BB 8500 sorozat
- SNCF BB 9600 sorozat
- SNCF BB 22200 sorozat
- SNCF BB 25150 sorozat
- SNCF BB 25200 sorozat
- SNCF BB 25500 sorozat
- SNCF BB 67300 sorozat